# Lagune Okarito
La lagune Okarito (en anglais : Ōkārito Lagoon) est une lagune néo-zélandaise située dans le district de Westland, sur la Côte ouest de l'île du Sud.
Avec une superficie de plus de 3 200 hectares, il s'agit de la plus grande zone humide côtière non modifiée de Nouvelle-Zélande. À ce titre, elle accueille de nombreux oiseaux, parmi lesquels la grande aigrette appelée localement le « héron blanc » (Ardea alba modesta). 

## Géographie

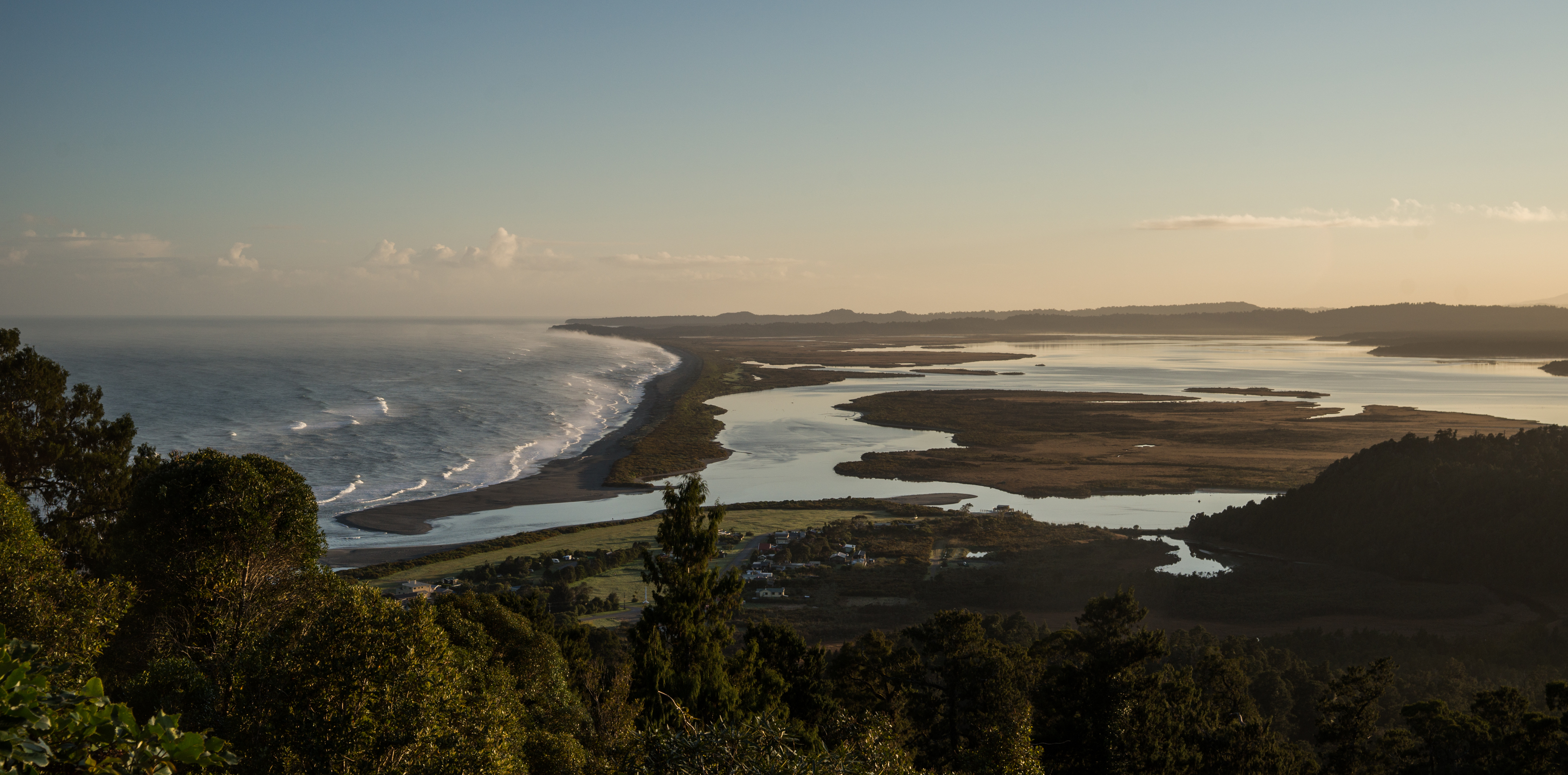
Vue de la lagune et du village d'Okarito.

La lagune Okarito se situe sur la Côte ouest de l'île du Sud, sur la mer de Tasman. Un village du même nom, d'une trentaine d'habitants, se trouve au sud de la lagune. La localité de Franz Josef est distante d'environ 30 km par la route.
La lagune est dominée par les Alpes du Sud et ses principaux sommets, les monts Cook et Tasman, visibles depuis la lagune et s'élevant à plus de 3 000 mètres,.
La lagune s'étend sur 3 240 hectares, souvent à faible profondeur. Elle est considérée comme le plus grand estuaire formé par un banc de sable de la Côte ouest ainsi que la plus grande zone humide non modifiée du pays. Elle se trouve au centre d'une série de zones humides qui s'étire sur 40 km entre les fleuves Wanganui au nord et Waiho au sud. Autour du lagon se trouve une basse crête en moraine, déposée il y a 18 000 ans lors de la retraite d'un glacier devenu le fleuve Whataroa.

## Hydrographie

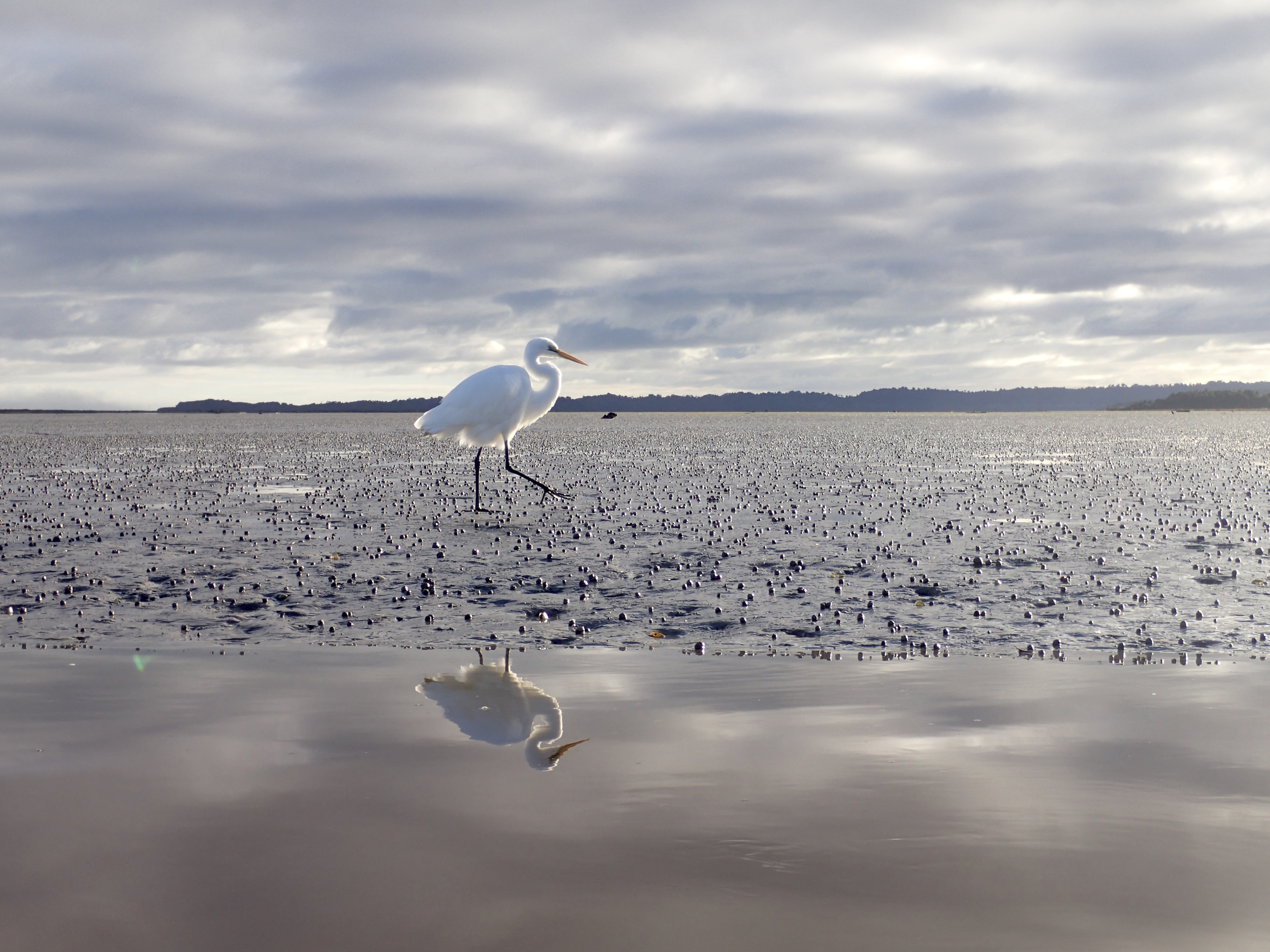
Un « héron blanc » sur un banc de boue de la lagune.

La rivière Okarito et plusieurs ruisseaux se jettent dans la lagune. Les lacs Mapourika et Wahapo se déversent également dans la lagune, par l'émissaire de la rivière Okarito. La lagune est soumise aux marées : lorsque de larges bancs de boue apparaissent à marée basse, la navigation à canoé n'est plus possible que dans le chenal principal. Les différentes branches du chenal permettent d'accéder à des cours d'eau puis aux forêts de kahikateas et rimus autour de la lagune.
La lagune d'Okarito est un écosystème évoluant avec l'activité sismique, en raison de sa proximité avec la faille alpine. Lorsqu'un séisme se produit, le sol de l'estuaire se tasse et s'approfondit. Les mouvements de terrain conduisent les sédiments des montagnes environnantes dans la lagune. Un cordon littoral se forme, bloquant partiellement l'accès de la lagune à la mer et élevant le niveau de l'eau. Les marées ne peuvent plus pénétrer aussi loin qu'auparavant et un écosystème d'eau douce se met en place, dominé par des raupos sur les rives. Avec le temps, l'arrivée de sédiments se réduit, le cordon littoral est emporté, le niveau de l'eau diminue et l'impact des marées se fait ressentir, pour revenir à un écosystème d'eau saumâtre. La forêt de rimu se retrouve alors sur le bord de la lagune.

## Toponymie
Le nom de la lagune est maori. Il combine « Ō », qui signifie « lieu », et « kārito », qui fait référence aux jeunes pousses de Typha orientalis dont se nourrissaient les Maoris,,. Selon une autre version, son nom provient du chef maori Kārito, dont les filles Māpouriki et Wahapako auraient donné leur nom aux lacs voisins de Mapourika et Wahapo,.
Le nom officiel du lac s'écrit « Ōkārito » avec des macrons depuis 2010, même si l'orthographe « Okarito » persiste.

## Histoire

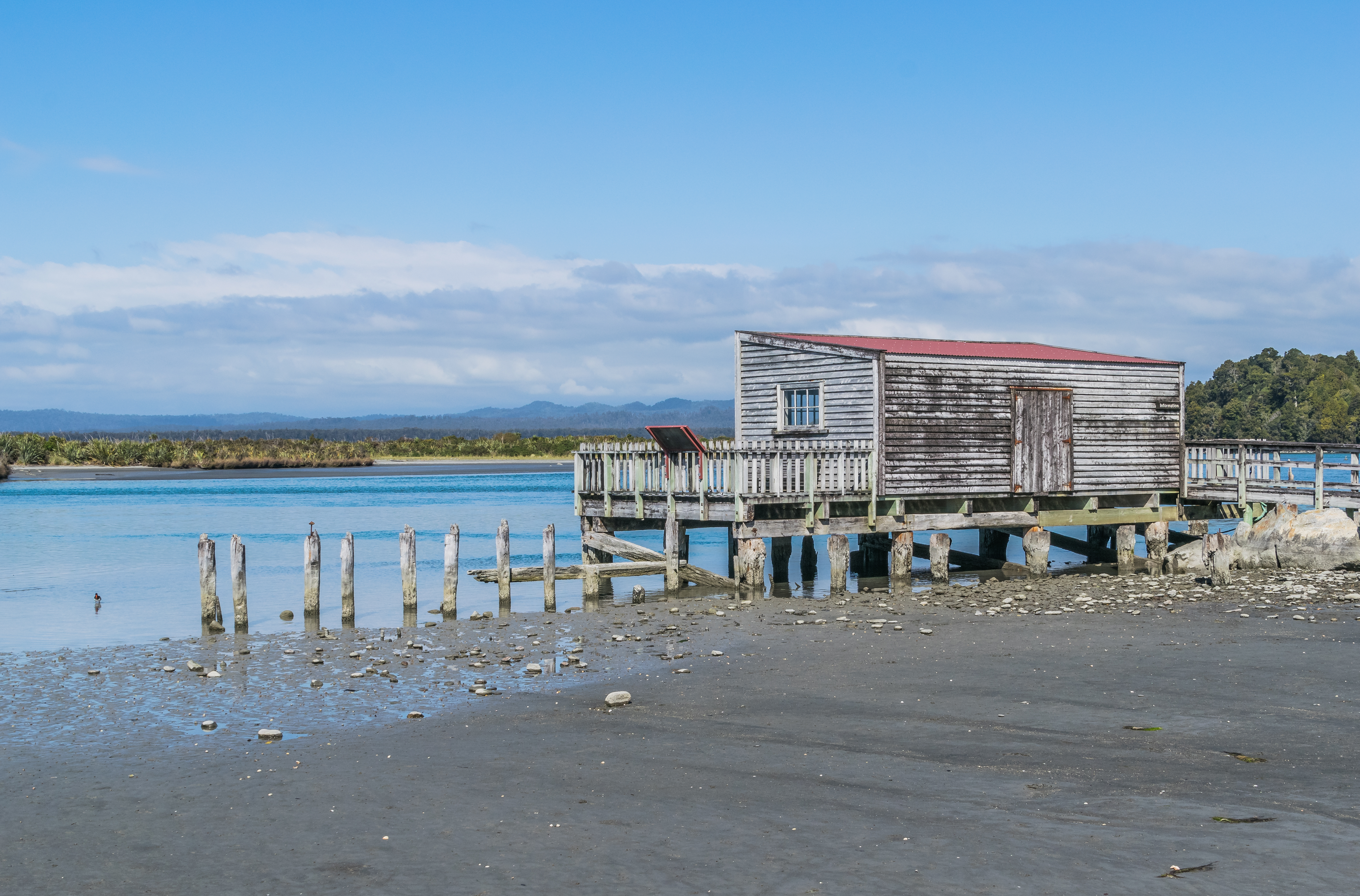
L'ancien quai du port d'Okarito.

Les Maoris ont commencé à occuper la région il y a plus de 600 ans. Pour ceux-ci, Okarito est un important lieu de récolte de nourriture (mahinga kai). Dans le cadre de l'accord de 1998, le gouvernement néo-zélandais reconnaît les droits des Ngāi Tahu à l'occupation saisonnière de la lagune (nohoanga).
Dans les années 1860, lors de la rue vers l'or de la Côte ouest, le village d'Okarito croit rapidement pour accueillir plusieurs milliers de personnes, une trentaine d'hôtels, trois banques et un tribunal. Le port d'Okarito — doté d'un quai et d'un bureau de douanes — devient le troisième port de la Côte ouest après Hokitika et Greymouth. À son apogée, le port voit débarquer près de 500 aspirants chercheurs d'or par jour. Un officier de port est alors chargé d'orienter les bateaux à la sortie de la lagune, pour leur faire éviter les bancs de sable. Grâce à son port, Okarito exporte son lin et son bois de la fin du XIXe siècle au début du XXe siècle.

## Faune et flore

### Faune
Plus de 70 espèces d'oiseaux ont été recensée dans la lagune d'Okarito et sa forêt, dont 40 espèces d'oiseaux du littoral et de limicoles migrateurs. On y trouve l'aigrette à face blanche (Egretta novaehollandiae), la barge rousse (Limosa lapponica baueri), le bécasseau maubèche (Calidris canutus), le cygne noir (Cygnus atratus) introduit d'Australie, l'échasse d'Australie (Himantopus leucocephalus), le fuligule de Nouvelle-Zélande (Aythya novaeseelandiae), la ninoxe boubouk (Ninox novaeseelandiae), la spatule royale (Platalea regia), le tadorne de paradis (Tadorna variegata) ainsi que la mouette de Buller (Chroicocephalus bulleri), l'espèce de mouette la plus menacée au monde. Plusieurs espèces de cormorans s'y côtoient : le grand cormoran (Phalacrocorax carbo), le cormoran moucheté (Phalacrocorax punctatus), le cormoran pie (Microcarbo melanoleucos), cormoran noir (Phalacrocorax sulcirostris) et cormoran varié (Phalacrocorax varius).

Des oiseaux dans la lagune d'Okarito
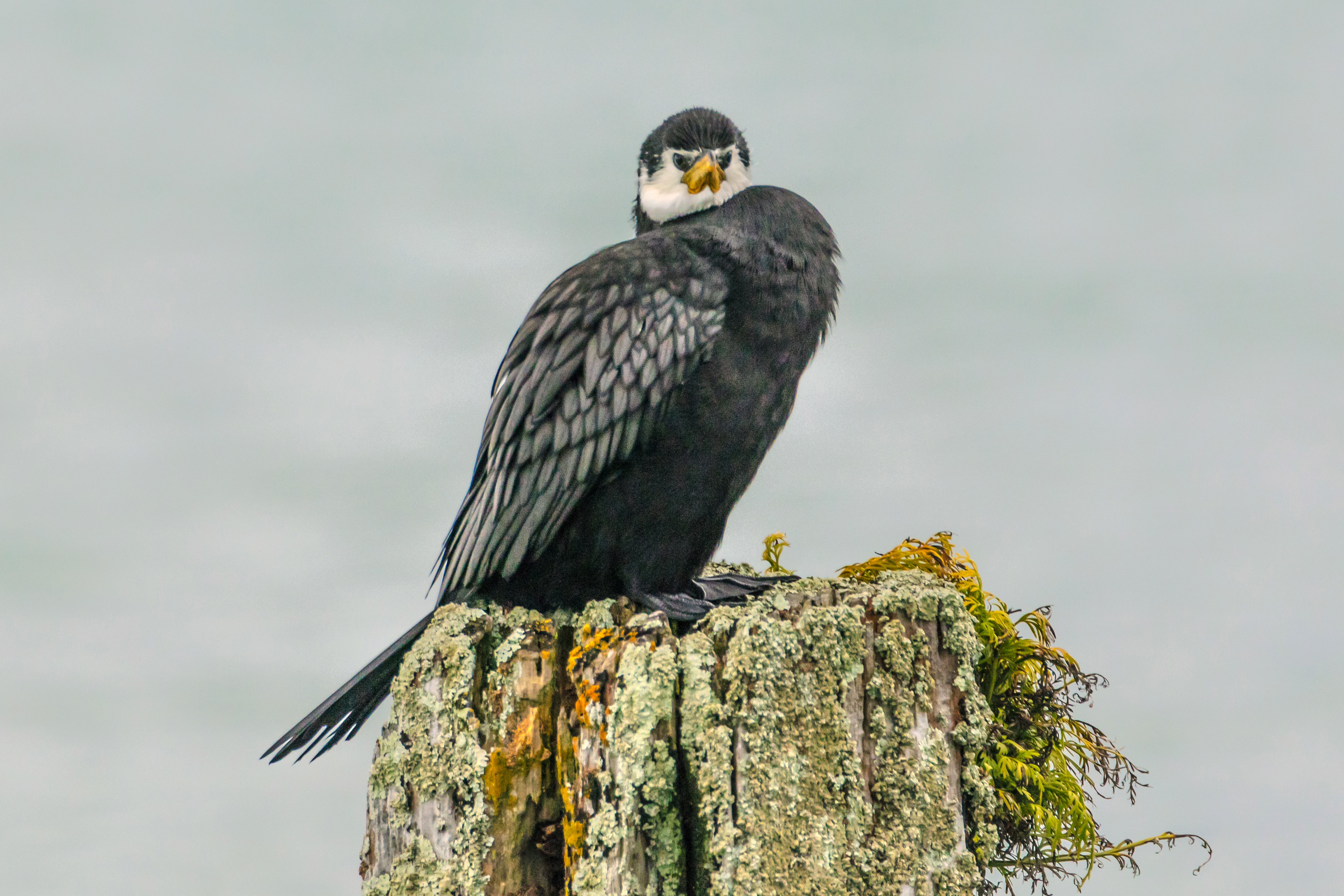
Un cormoran pie.
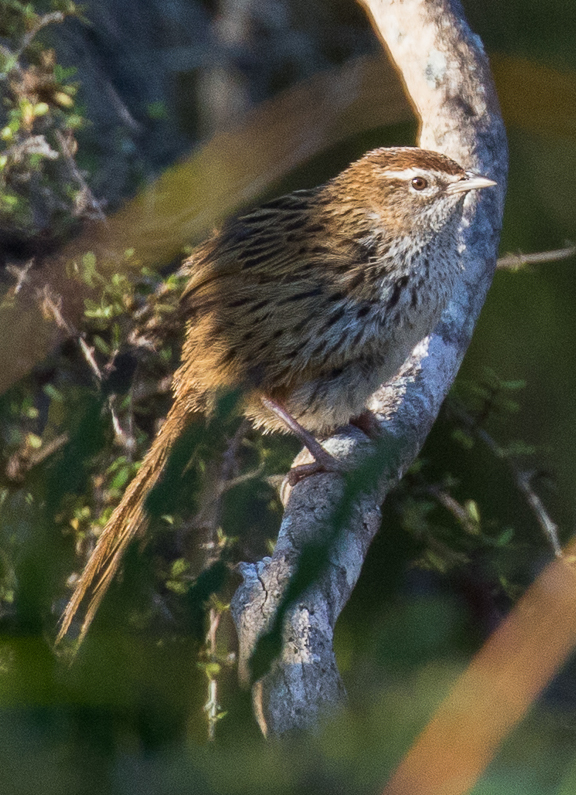
Un mégalure matata.
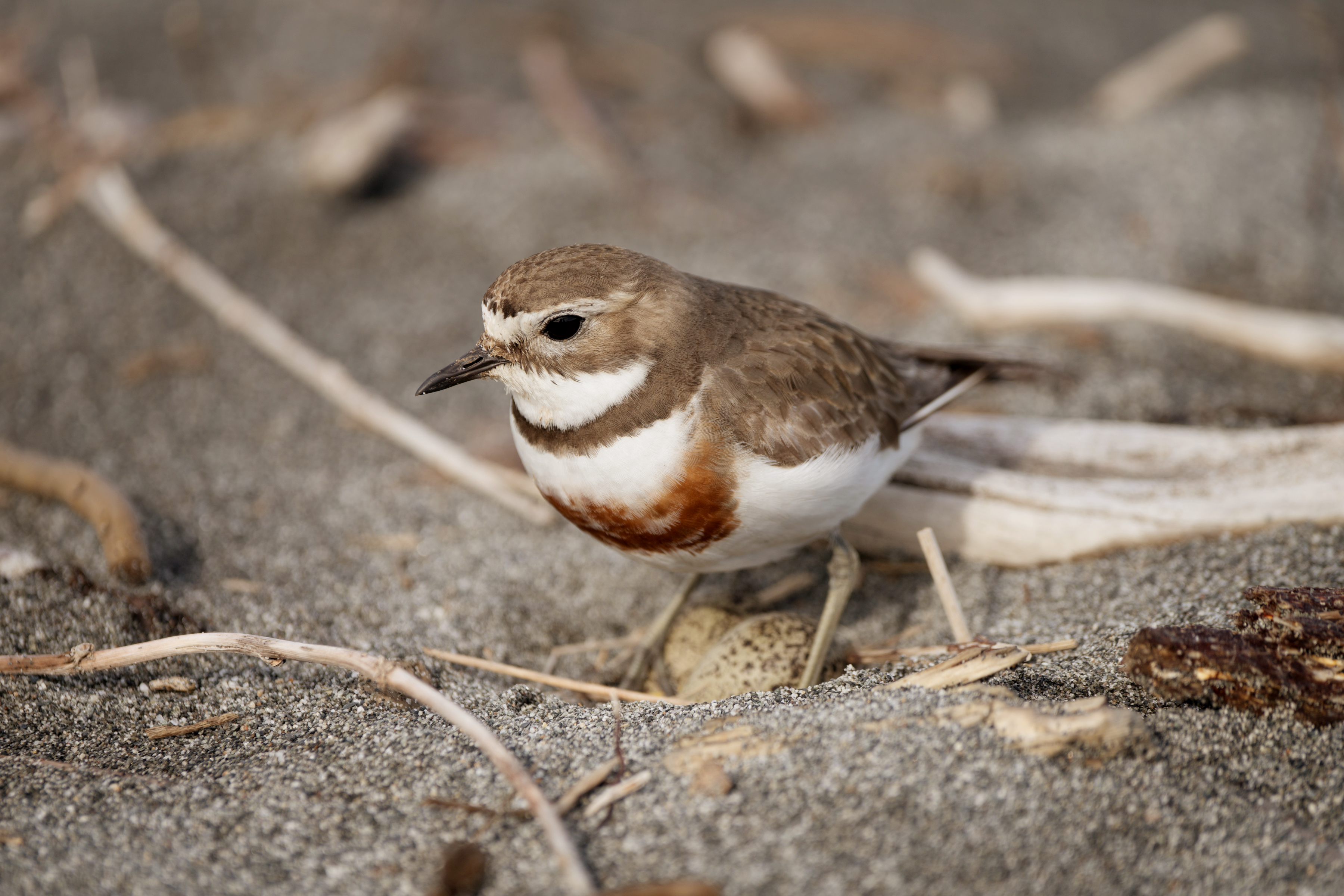
Un pluvier à double collier.
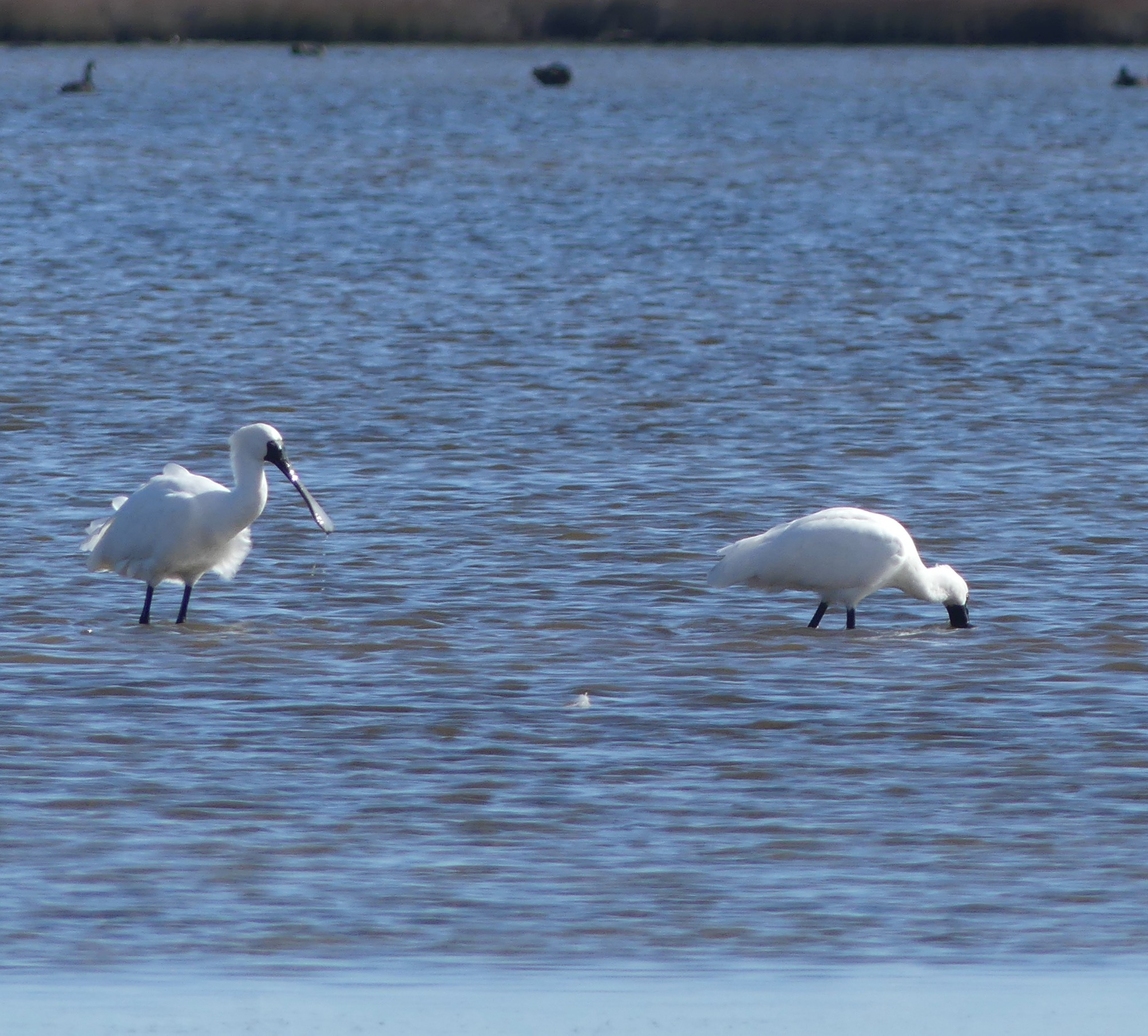
Des spatules royales.

Le huîtrier variable (Haematopus unicolor) et le pluvier à double collier (Charadrius bicinctus) se reproduisent sur la plage d'Okarito. Le mégalure matata (Poodytes punctatus) est présent tout autour de la lagune, où il est facilement visible (les chemins de randonnées d'Okarito sont considérés comme l'un des meilleurs endroits au monde pour l'observer). Le butor d'Australie (Botaurus poiciloptilus) et la marouette de Baillon (Zapornia pusilla) vivent également dans les marécages d'Okarito, mais sont plus difficiles à observer. Dans des forêts à proximité de la lagune, on trouve le kiwi d'Okarito (Apteryx rowi), le kiwi le plus rare du pays.

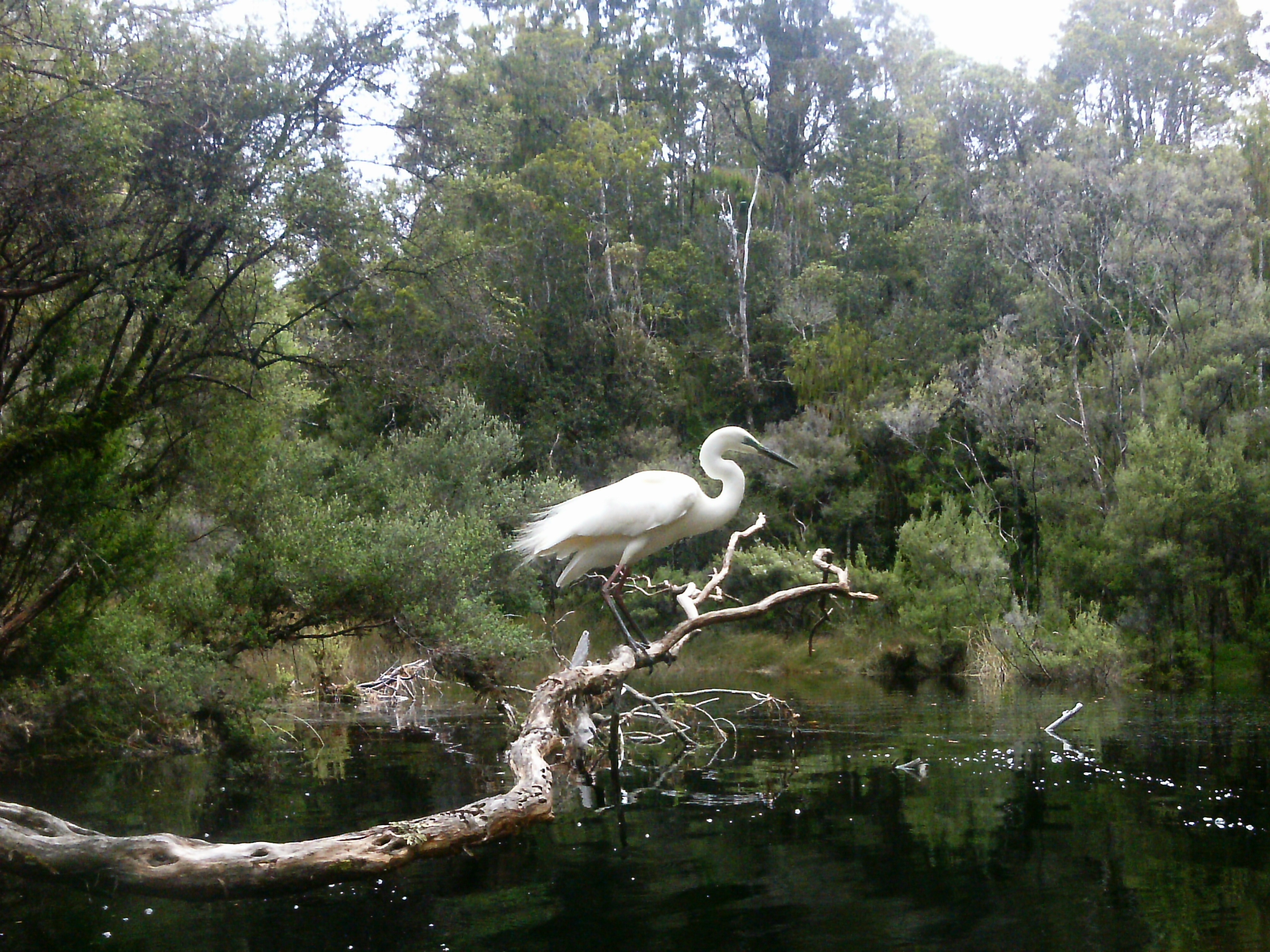
Un « héron blanc » dans les marais de la lagune d'Okarito.

Pour de nombreux néo-zélandais, Okarito est synonyme de « héron blanc » (Ardea alba modesta) ou kōtuku en maori. Cette sous-espèce de la grande aigrette est commune en Asie et Australie, mais beaucoup plus rare en Nouvelle-Zélande. Son seul site de reproduction du pays se trouve dans la réserve naturelle de Waitangiroto, au nord de la lagune. Si 50 paires s'y reproduisent (sur une population de 150 à 200 individus en Nouvelle-Zélande), seuls 8 à 10 « hérons blancs » y vivent à l'année.
La lagune contient de nombreux jeunes poissons, ainsi que l'anguille de Nouvelle-Zélande (Anguilla dieffenbachii), le flet des sables (Rhombosolea plebeia)  et le mulet à yeux jaunes (en) (Aldrichetta forsteri). Ses vasières accueillent le crabe à tunnel de boue (en) (Austrohelice crassa), le calliostome de vasière (en) (Diloma subrostratum) et l'escargot plat de boue (en) (Amphibola crenata).

### Flore

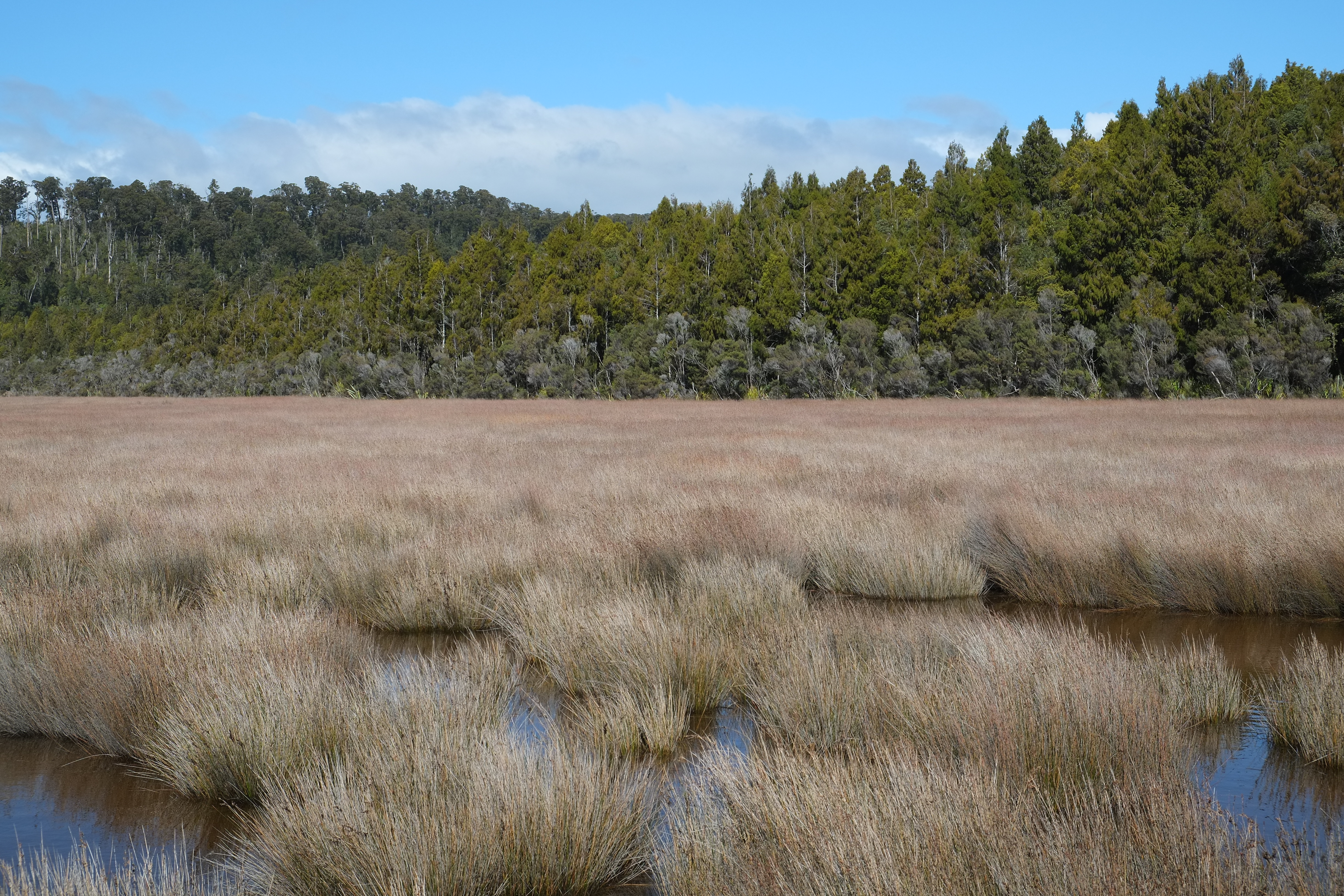
Un marais dApodasmia similis de la lagune, évoluant vers une zone arbustive puis forestière.

La lagune comprend de grandes prairies de zostères (Zostera muelleri (en)) ; une rareté en Nouvelle-Zélande où la plupart de ces prairies ont été détruites par la pollution ou la sédimentation après une déforestation. Les zostères ne sont pas des algues, mais des plantes à fleurs pollinisées sous l'eau. Elles permettent de faire remonter les nutriments des bancs de boue et servent d'habitat aux invertébrés et jeunes poissons.
Dans la partie de la lagune proche des terres, se trouvent d'importants marais salants et marécages, où règne l'Apodasmia similis (en). Une bande d'arbustes (Leptospermum scoparium, Coprosma propinqua (en) et Phormium tenax) se transforme ensuite en forêts marécageuses de Dacrycarpus dacrydioides, puis en bush dominé par le Dacrydium cupressinum et le Manoao colensoi (en). En s'éloignant, on peut observer Plagianthus divaricatus (en), Cordyline australis et  l'invasive Ulex europaeus, puis d'autres espèces à mesure que la salinité décline (Metrosideros umbellata ou Sophora microphylla (en)). Ces transitions, rares dans la région de la Côte ouest, singularisent la lagune Okarito.
Malgré son importance environnementale, la lagune n'est pas protégée au titre de la convention de Ramsar. Elle ne fait pas non plus partie du parc national de Westland Tai Poutini, qui la borde toutefois.